# Лієпайський район
Лієпайський район (латис. Liepājas rajons) існував з 1950 по 2009 рік. Межував із Вентспілським, Кулдизьким, Салдуським районами Латвії і Республікою Литва. Мав вихід до Балтійського узбережжя. Площа району складала 359 270 га. Адміністративний центр колишнього району — місто Лієпая.
До складу району входили також міста: Айзпуте, Гробіня, Павілоста, Прієкуле та Дурбе.
Станом на 2009 рік населення району складало 42992 мешканці.
Відповідно до «Закону про адміністративно-територіальну реформу» 1998 року та «Закону про адміністративні території та поселення» 2008 року, Лієпайський район був ліквідований  01 липня 2009 року.
На території колишнього району створені: Айзпутенський край, Вайньодський край, Руцавський край, Дурбський край, Прієкульський край, Павілостський край, Гробіньський край, Ніцький край.